# ルッザーラの戦い
ルッザーラの戦い（ルッザーラのたたかい、英語: Battle of Luzzara）は、スペイン継承戦争における戦闘の一つで、1702年8月15日に現在のイタリア・エミリア＝ロマーニャ州レッジョ・エミリア県の都市ルッザーラでオーストリアとフランス軍が衝突した。

## 経過
1702年にフランス軍司令官に就任したヴァンドーム公ルイ・ジョゼフ・ド・ブルボンはグアスタッラから北上、オーストリア軍が駐屯しているマントヴァ公国の包囲を企てた。一方、オーストリア軍は政府から一向に支援が来ないため兵士が略奪に走り、住民が報復にゲリラを起こす悪循環に悩まされた。
司令官のプリンツ・オイゲンは状況打開を図りルッザーラのフランス軍キャンプ場を襲撃、ヴァンドームも応戦した。戦いは夜まで継続し、両軍共に引き上げていった。オーストリア軍の損害は2000人、フランス軍は倍の4000人に達したが、オイゲンはフランス軍をルッザーラから追い出せず、ヴァンドームも大損害を受けたため戦闘継続が出来ず、両軍痛み分けの形でイタリア戦線は停滞した。
戦後、本国からの支援が来ないことに痺れを切らしたオイゲンは、12月末にイタリア方面軍をグイード・フォン・シュターレンベルクに任せ、援助要請のためオーストリアへ帰国した。しかし、ドイツでバイエルン選帝侯マクシミリアン2世が反乱を起こしたため、オイゲンは1703年に神聖ローマ皇帝レオポルト1世からオーストリア軍の全権を委ねられ、1704年にドイツへ出陣していった。